# Kylian Mbappé
Kylian Mbappé Lottin (* 20. Dezember 1998 in Paris) ist ein französischer Fußballspieler. Der Stürmer steht seit Juli 2024 bei Real Madrid unter Vertrag und spielt seit März 2017 für die französische Fußballnationalmannschaft, deren Kapitän er seit März 2023 ist. Bei der Weltmeisterschaft 2018 wurde er im Alter von 19 Jahren Weltmeister sowie als bester junger Spieler des Turniers ausgezeichnet.

## Kindheit und Familie
Mbappé wurde 1998 in Paris geboren und wuchs in Bondy im Pariser Ballungsraum als Sohn eines Kameruners und einer Algerierin auf. Er stammt aus einer sportlich aktiven Familie: Sein Vater Wilfried war Fußballspieler und Jugendtrainer in Bondy, seine Mutter Fayza Lamari spielte Handball in der höchsten französischen Liga. Sein älterer Adoptivbruder Jirès Kembo war ebenfalls Fußballprofi. Auch Mbappés jüngerer Bruder Ethan ist Fußballer.

## Karriere

### Verein

#### Anfänge und Durchbruch in Monaco
Mbappé begann mit fünf Jahren bei der AS Bondy mit dem Fußballspielen. Nachdem er von 2011 bis 2013 im Nachwuchsleistungszentrum INF Clairefontaine in Clairefontaine-en-Yvelines, dessen Mannschaften als INF Clairefontaine an regulären Wettbewerben teilnehmen, ausgebildet worden war, wechselte er in die Jugendabteilung der AS Monaco. Sein Debüt für die erste Mannschaft der Monegassen gab er – zu diesem Zeitpunkt im jungen Jahrgang der A-Jugend – am 2. Dezember 2015 bei einem 1:1 gegen SM Caen, nachdem er zuvor schon in der zweiten Herrenmannschaft in der viertklassigen Championnat de France Amateur zum Einsatz gekommen war. Acht Tage später wurde er im Europa-League-Spiel der AS Monaco bei Tottenham Hotspur eingewechselt und bestritt seinen ersten Europapokaleinsatz.
Am 20. Februar 2016 erzielte er im Heimspiel gegen ES Troyes AC in der Nachspielzeit das Tor zum 3:1-Endstand und wurde damit zum bis dahin jüngsten Ligatorschützen der AS Monaco. Diesen Rekord hatte zuvor für 20 Jahre der ehemalige französische Nationalspieler Thierry Henry gehalten. In der Saison 2016/17 stand er in 17 seiner 29 Einsätze in der Ligue 1 in der Anfangself und schoss insgesamt 15 Tore und trug somit zum Gewinn des französischen Meistertitels – dem ersten seit 2000 – bei. Zudem erreichte Mbappé mit der AS Monaco in der UEFA Champions League das Halbfinale, wo die Monegassen gegen Juventus Turin ausschieden.

#### Wechsel zu Paris Saint-Germain

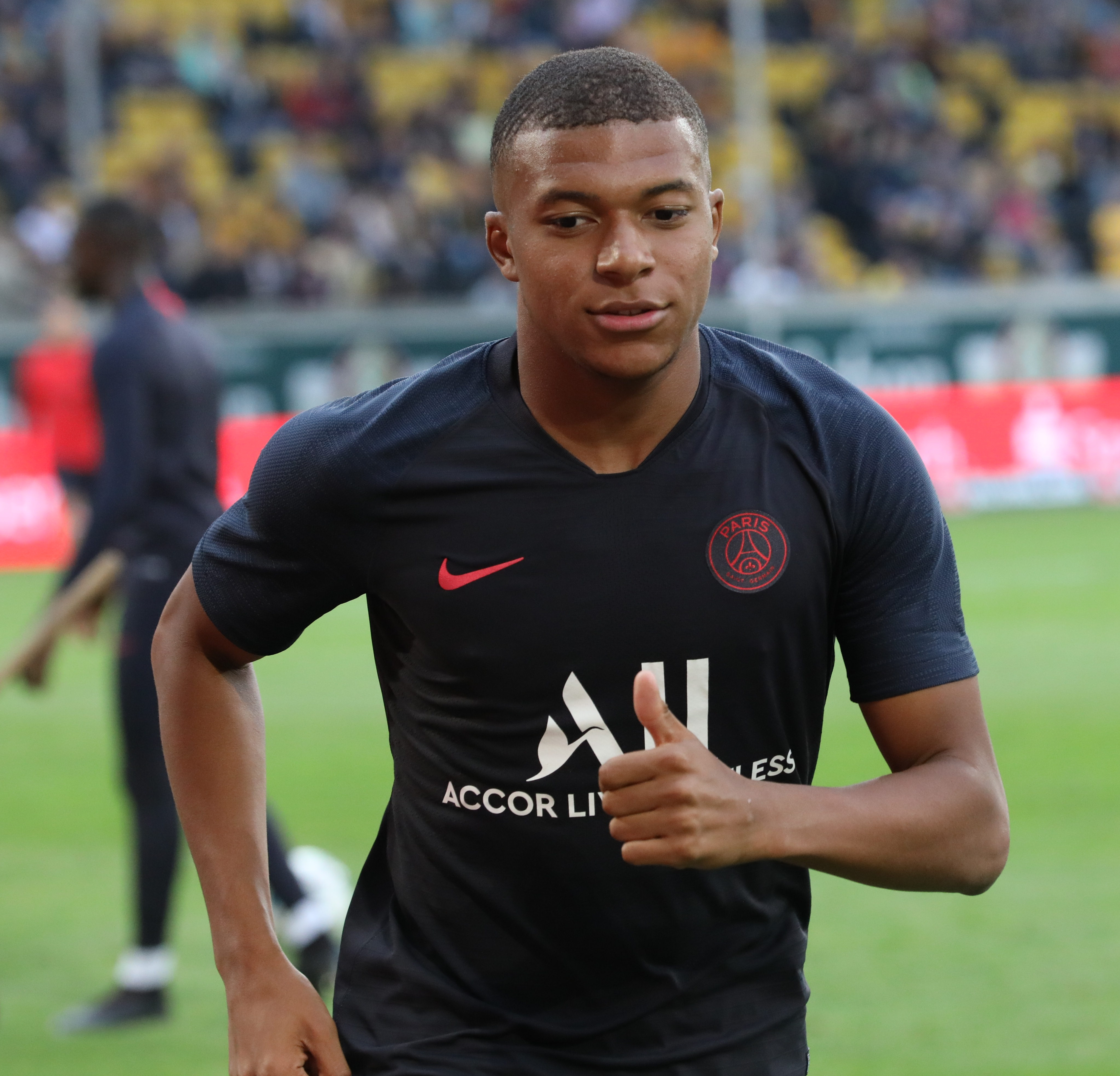
Mbappé als Spieler von PSG (2019)

Am 31. August 2017, dem letzten Tag der Transferperiode, wechselte Mbappé zu Paris Saint-Germain. Da der Klub in derselben Transferperiode bereits Neymar für die Rekordablösesumme in Höhe von 222 Mio. Euro vom FC Barcelona verpflichtet hatte, wurde er, um die Financial-Fairplay-Regelung der UEFA zu umgehen, zunächst bis zum Ende der Saison 2017/18 ausgeliehen. Anschließend besaß PSG eine Kaufoption, die Mbappé bis zum 30. Juni 2022 an den Klub band und mit einer Ablösesumme von rund 160 Millionen Euro, die sich um 20 Millionen Euro erhöhen kann, hinter Neymar zum bis dahin zweitteuersten Spieler der Fußballgeschichte machte.
Bei seinem Debüt am 8. September 2017 erzielte Mbappé beim 5:1-Auswärtssieg beim FC Metz einen Treffer. Ende 2017 wurde er von Tuttosport mit dem Golden Boy als bester U21-Spieler Europas ausgezeichnet. Mit PSG gewann er am Saisonende die Meisterschaft, den Pokal und den Ligapokal.
Anfang Dezember 2018 wurde Mbappé von France Football mit der Kopa-Trophäe als weltbester U21-Spieler des Jahres ausgezeichnet. Der Golden Boy ging hingegen an Matthijs de Ligt.
In der Saison 2018/19, in der er mit PSG erneut die Meisterschaft gewann, wurde Mbappé mit 33 Treffern Torschützenkönig der Ligue 1. Am 5. Dezember 2020 beim 3:1-Auswärtserfolg gegen HSC Montpellier gelang Mbappé sein 100. Pflichtspieltreffer im 137. Einsatz für PSG. In der Saison 2019/20 erreichte er mit Paris St. Germain in der „Königsklasse“ das Endspiel, wo die Pariser mit 0:1 gegen den FC Bayern München verloren.
Im Mai 2022 verlängerte Mbappé seinen zum Saisonende 2022/23 ausgelaufenen Vertrag bei PSG bis 2024 mit der spielerseitigen Option, den Vertrag um ein Jahr zu Verlängern. Laut Berichten wurde er mit dem neuen Vertrag zum bestbezahlten Fußballspieler der Welt. Er soll laut der Sportschau allein für die Vertragsunterschrift ein Handgeld von über 100 Millionen Euro erhalten haben. Die Konditionen des neuen Vertrags lösten Kritik bei der europäischen Konkurrenz von PSG aus.
Am 4. März 2023 erzielte Mbappé im Ligaspiel gegen den FC Nantes sein 201. Pflichtspieltor für PSG und löste damit Edinson Cavani als Rekordtorschützen des Vereins ab.

#### Real Madrid
Nach seinem Vertragsende wechselte Mbappé zur Saison 2024/25 ablösefrei in die spanische Primera División zu Real Madrid. Er unterschrieb beim amtierenden spanischen Meister und Champions-League-Sieger einen Vertrag bis zum 30. Juni 2029. Seine Vorstellung fand vor über 80.000 Zuschauern im Estadio Santiago Bernabéu statt, womit er an die von Cristiano Ronaldo im Jahr 2009 herankam.

### Nationalmannschaft

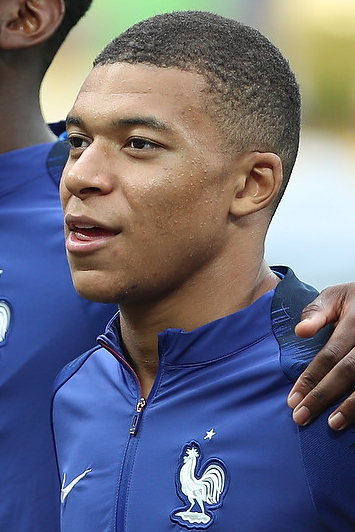
Mbappé bei der WM 2018

Mbappé absolvierte 2014 zwei Spiele für die französische U17- und 2016 elf Spiele für die U19-Auswahl, mit der er im selben Jahr U19-Europameister wurde. Im März 2017 wurde er erstmals ins Aufgebot der A-Nationalmannschaft berufen.
Am 25. März 2017 wurde Mbappé beim 3:1-Sieg im WM-Qualifikationsspiel gegen Luxemburg in der 78. Minute für Dimitri Payet eingewechselt und debütierte somit im Alter von 18 Jahren und 95 Tagen in der A-Nationalmannschaft. Damit wurde er zum jüngsten Nationalspieler Frankreichs seit 62 Jahren, als Maryan Wisnieski sein Debüt bei den Bleus gab. Drei Tage später berücksichtigte Nationaltrainer Didier Deschamps Mbappé bei einem Freundschaftsspiel gegen Spanien in der Startelf.
Er schaffte den Sprung ins französische Aufgebot zur Weltmeisterschaft 2018. Mit seinem entscheidenden Tor zum 1:0 im zweiten Gruppenspiel gegen Peru qualifizierte sich die Mannschaft vorzeitig für das Achtelfinale. Er wurde zum Spieler des Spiels gewählt und ist der jüngste bisher bei einer WM eingesetzte französische Spieler. Mit zwei Treffern trug Mbappé auch zum 4:3-Sieg im Achtelfinale gegen Argentinien bei und wurde erneut als Man of the Match ausgezeichnet. Die französische Nationalmannschaft wurde Weltmeister, er selbst, zu diesem Zeitpunkt 19 Jahre alt, erzielte vier Turniertore, davon eins beim 4:2 im Finale gegen Kroatien. Es war das erste Mal seit Pelé im Jahr 1958, dass ein Teenager in einem WM-Finale ein Tor erzielen konnte. Er wurde als Bester Nachwuchsspieler (U21 und erste WM-Teilnahme) des Turniers ausgezeichnet.
Bei der Europameisterschaft 2021 gelangte er mit der französischen Mannschaft bis ins Achtelfinale, ehe Frankreich dort gegen die Schweiz im Elfmeterschießen ausschied. Dabei verschoss Mbappé den entscheidenden Elfmeter.
Beim 8:0-Erfolg am 13. November 2021 über Kasachstan in der WM-Qualifikation traf Mbappé als erster französischer Nationalspieler seit etwa 63 Jahren viermal in einem Spiel.
Bei der Weltmeisterschaft 2022 unterlag Frankreich im Finale Argentinien im Elfmeterschießen. Nach 120 Minuten stand es 3:3, Mbappé erzielte alle drei französischen Treffer und traf auch im Elfmeterschießen. Er ist der erste Spieler seit Geoff Hurst (1966), der drei Treffer in einem WM-Finale erzielte. Insgesamt traf er bei der WM acht Mal, damit mehr als jeder andere und wurde somit mit dem Goldenen Schuh als Torschützenkönig der WM ausgezeichnet.
Bei der Europameisterschaft 2024 erlitt Mbappé beim Vorrundenspiel gegen Österreich im Zweikampf einen Nasenbeinbruch. Er war die nächsten Spiele auf das Tragen einer Gesichtsmaske angewiesen.

## Titel und Auszeichnungen

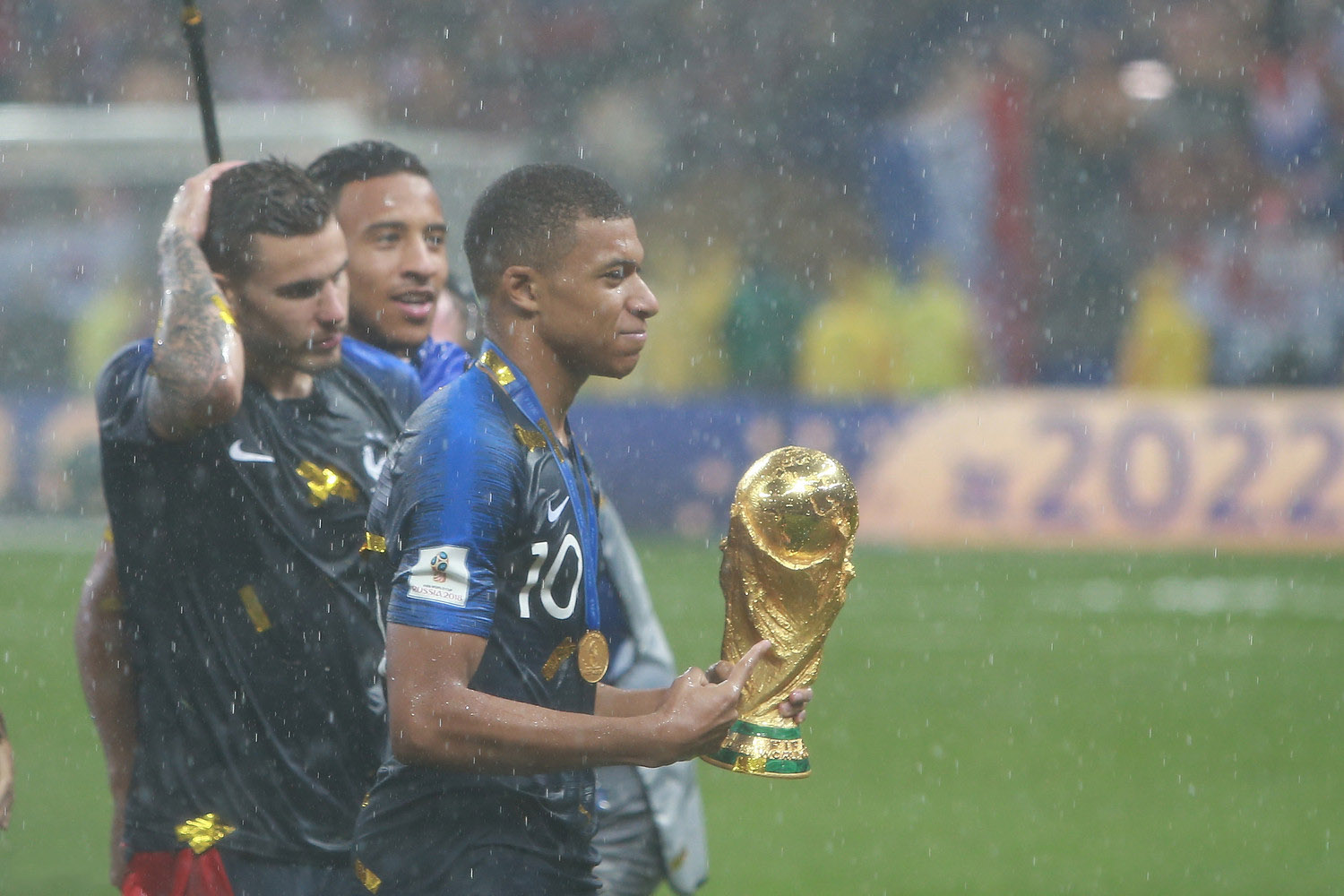
Mbappé mit dem WM-Pokal (2018)

### Nationalmannschaft
A-Nationalmannschaft
- Weltmeister: 2018
- UEFA-Nations-League-Sieger: 2021

U-Nationalmannschaften
- U19-Europameister: 2016

### Verein
International
- Interkontinental-Pokalsieger: 2024 (Real Madrid)
- UEFA-Super-Cup-Sieger: 2024 (Real Madrid)

Frankreich
- Meister (7): 2017 (AS Monaco), 2018, 2019, 2020, 2022, 2023, 2024 (alle Paris Saint-Germain)
- Pokalsieger (4): 2018, 2020, 2021, 2024 (alle Paris Saint-Germain)
- Ligapokalsieger (2): 2018, 2020 (beide Paris Saint-Germain)
- Supercupsieger (5): 2018, 2019, 2020, 2022, 2023 (alle Paris Saint-Germain)

### Auszeichnungen

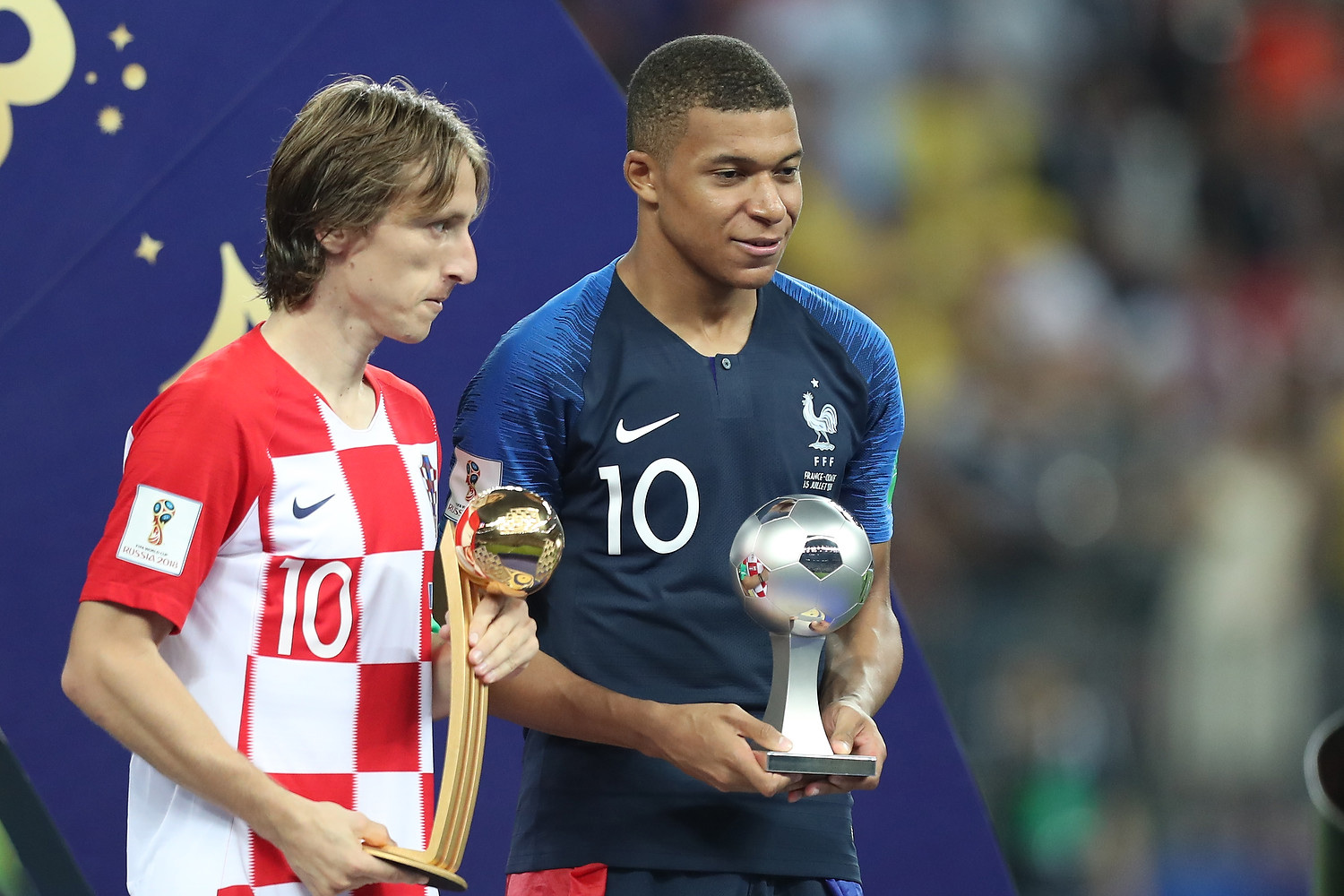
Mbappé (r.) neben Luka Modrić (bester Spieler der WM) mit dem Pokal für den besten jungen Spieler der WM 2018

- Nominierung für den Ballon d’Or (6): 2017 (7. Platz), 2018 (4.), 2019 (6.), 2021 (9.), 2022 (6.), 2023 (3.), 2024 (6.)
- Nominierung zur Wahl des FIFA-Weltfußballers des Jahres (6): 2018 (4.), 2019 (6.), 2020 (7.), 2021 (8.), 2022 (2.), 2023 (6.)
- Kopa-Trophäe: 2018
- Golden Boy: 2017
- Gerd-Müller-Trophäe: 2024 (gemeinsam mit Harry Kane)
- Torschützenkönig:
  - der Weltmeisterschaft: 2022
  - der Champions League: 2024 (mit Harry Kane)
  - der Ligue 1 (6): 2019, 2020, 2021, 2022, 2023, 2024
  - des Coupe de France (3): 2021, 2022, 2024
- Bester junger Spieler (U21 und erste Teilnahme) der Weltmeisterschaft 2018
- Frankreichs Fußballer des Jahres: 2018, 2019[28]
- Bester Feldspieler der Ligue 1 (UNFP): 2018/19,[29] 2020/21, 2021/22, 2022/23[30], 2023/24
- UNFP-Ligue-1-Nachwuchsspieler des Jahres: 2016/17[31], 2017/18[32], 2018/19[29]
- UNFP-Ligue-1-Team des Jahres: 2016/17[33], 2017/18[32], 2018/19[29]
- Spieler des Monats der Ligue 1 (11): April 2017, März 2018, August 2018, Februar 2019, Februar 2021, August 2021, Februar 2022, November & Dezember 2022, Februar 2023, Oktober 2023, November 2023
- Spieler des Monats der Primera División: Januar 2025
- FIFA FIFPro World XI: 2018, 2019
- UEFA Team of the Year: 2018
- UEFA-Champions-League-Team der Saison: 2016/17[34]
- U19-Europameisterschaft-Team des Turniers: 2016
- Globe Soccer Award – Spieler des Jahres: 2024[35]
- Goldener Schuh als bester Torschütze Europas: 2025[36]

## Sonstiges
Die Rapper Capital Bra, Farid Bang und Kontra K veröffentlichten 2021 eine Single mit dem Titel Mbappé, in deren Refrain mehrmals die Zeile Dribbel', dribbel' so wie Kylian Mbappé wiederholt wird.
Im Jahr 2022 löste Mbappé Lionel Messi und Cristiano Ronaldo als bestbezahlter Fußballer der Welt ab. Die Zeitschrift Forbes schätzte 2022, dass Mbappé in der Saison 2022/23 vor Steuern und Agentengebühren 128 Millionen Dollar verdienen werde.
Nach der Europawahl 2024 rief der französische Staatspräsident Emmanuel Macron am 9. Juni 2024 unerwartet eine vorgezogene Parlamentswahl aus. Angesichts guter Umfrage-Ergebnisse für das rechte und das linke politische Lager warnte Mbappé am 17. Juni 2024 bei einer Pressekonferenz der französischen Fußballnationalmannschaft in Düsseldorf im Rahmen der Fußball-Europameisterschaft 2024 leidenschaftlich, die Extremen seien an der Schwelle zur Macht. Mbappé rief alle Landsleute und insbesondere die jungen Menschen in Frankreich dazu auf, wählen zu gehen. Er sagte: „Wir müssen uns doch mit unseren Werten identifizieren, mit der sozialen und kulturellen Vielfalt, mit Toleranz und Respekt.“